# Grotta Gigante
Die Grotta Gigante (slowenisch Briška jama; deutsch veraltet Lindnerhöhle), auch als Riesenhöhle von Triest bekannt, befindet sich in der Nähe der Ortschaft Sgonico rund 15 km von Triest entfernt.

## Erforschungsgeschichte
Im Jahre 1840 stieß Frederico Lindner bei der Suche nach dem unterirdischen Lauf des Timavo auf die Höhle. Weitere Forschungen folgten von Giovanni Sigon und von Ingenieuren der Österreichisch-Ungarischen Südbahn. Diese Forschungen brachten jedoch keine neuen Erkenntnisse. Ab 1890 wurden die Forschungen vom „Club Turisti Triestini“  erneut aufgenommen und bereits 1897 konnte von Andreas Perko ein kompletter Plan erstellt werden. Am 5. Juli 1908 wurde der Führungsbetrieb aufgenommen, damals mit Kerzen und bengalischer Beleuchtung. Der Tourismus setzte jedoch erst nach 1957 ein, nachdem eine elektrische Beleuchtung installiert worden war.

## Beschreibung
Die Gesamtlänge beträgt 380 m, die Gesamttiefe 160 m. Die Halle ist 98,50 m hoch, 76,30 m breit und 167,60 m lang. Von 1995 bis 2010 stand die Grotta Gigante im Guinness-Buch der Rekorde als „Größte Schauhöhle der Welt“. Dann öffnete in Frankreich Grotte de La Verna, eine Schauhöhle mit noch größerer Halle. Das ganze ist zweifelhaft, weil La Verna weder der Name der Höhle ist, noch diese tatsächlich als Schauhöhle ausgebaut wurde, und Grotta Gigante ist nach wie vor der größte Hohlraum, den man komfortabel besichtigen kann.
In der Höhle befinden sich zwei geodätische Pendel mit rund 100 m Länge zur Erforschung der Erdgezeiten. Neben der Höhle befindet sich ein Speleologiemuseum mit zahlreichen höhlenkundlichen, geologischen und paläontologischen Exponaten.